# Chaz Bono
Chaz Salvatore Bono (født 4. marts 1969 i Los Angeles, Californien) er en amerikansk aktivist, forfatter og musiker. Han er Sonny Bonos og Chers eneste barn.